# Murau

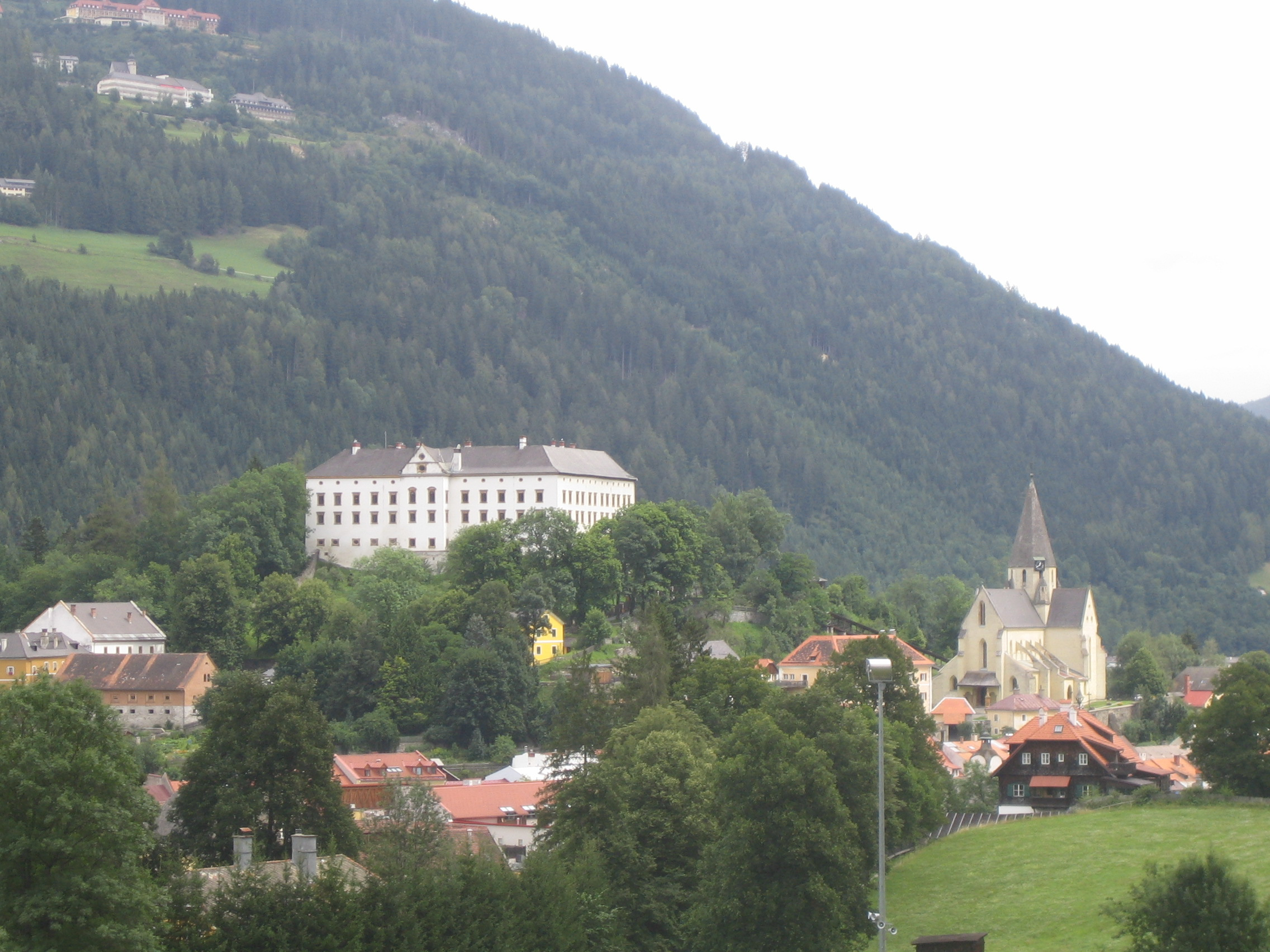
Slottet och stadskyrkan.

Murau är en stadskommun i det österrikiska förbundslandet Steiermark. Staden ligger i en alpdal i nordvästra Steiermark vid floden Mur cirka 45 km väster om Judenburg. Murau är huvudort i distriktet med samma namn.

## Historia
Redan under bronsåldern och under romarriket var platsen bebodd. Murau omnämns för första gången 1250. 1298 fick samhället stadsrättigheter. På medeltiden var Murau en handelsplats för järn och salt.

## Kommunen
Kommunen fick sin nuvarande utsträckning i samband med kommunreformen i Steiermark 1 januari 2015 då kommunerna Murau, Laßnitz bei Murau, Stolzalpe och Triebendorf slogs samman. 
Kommunen består av sex orter (Ortschaften) (inom parentes invånarantal 1 januari 2024):

- Laßnitz-Lambrecht (225)
- Laßnitz-Murau (167)
- Sankt Egidi (349)
- Murau (2 059)
- Stolzalpe (438)
- Triebendorf (127)

## Byggnader
- Delar av den medeltida stadsmuren och två stadsportar från 1300-talet är fortfarande bevarade
- Rådhuset är inhyst i ett f d fästningstorn från 1500-talet
- Stadskyrkan St. Matthäus – invigd 1296; kyrkan är i tidiggotisk stil; fresker från 1300 och 1400-talet
- Leonhardikyrkan, byggd i sengotisk stil, är en del av fästningen Grünfels in Murau.
- Obermurau slott från 1600-talet i barockstil

## Näringsliv
Murau är serviceort för övre Murdalen. Sommar- och vinterturism är av stor betydelse. I Murau finns det ett ölbryggeri och träindustri.

## Kommunikationer
Murau ligger vid riksvägarna B96 och B97.

## Kända personer
- Ulrich von Liechtenstein (ca 1200–1275), minnesångare och poet
- Fritz Haas (1890–1968), arkitekt
- Klaus Ofner (1968–), skidåkare (nordisk kombination)